# Kroktjärnen (Lycksele socken, Lappland, 717799-159990)
Kroktjärnen är en sjö i Lycksele kommun i Lappland och ingår i Umeälvens huvudavrinningsområde.